# 有吉弘行のSUNDAY NIGHT DREAMER
『有吉弘行のSUNDAY NIGHT DREAMER』（ありよしひろいきのサンデーナイトドリーマー）は、2010年4月4日からJFN系列で放送されている有吉弘行がパーソナリティのバラエティ番組。放送時間は毎週日曜 20:00 - 21:55。番組制作はジャパンエフエムネットワーク（JFNC）。通称「サンドリ」。

## 概要
- 有吉にとっては、ピン芸人として初めての冠ラジオ番組。また、現在有吉のレギュラー冠番組の中で、最も古くから続いている。
- 番組名はザブングルがパーソナリティを担当していた前番組『SUNDAY NIGHT FEVER』から引き継いでいる。
- 番組は有吉と月替わりのアシスタントパーソナリティとのフリートークと、リスナーからのメールや募集しているコーナーへのメール紹介を中心に進行される。不定期にゲストが出演する。
- 放送は原則生放送だが、有吉やゲストのスケジュール等の関係で年に数回録音放送が行われる。
- 番組へのメールは投稿フォーム[1]でのみ受け付けているが、農家を営むリスナーからすだちが送られて来たり[2]、拘置所で勾留中のリスナーから検閲が入り黒塗りされた投稿が送られて来ることがある[3]。プリンターの故障等の理由で過去に数回だけFAXでメッセージを募集した事がある。
- この番組のリスナーのことは「ゲスナー」と呼ばれている。
- ゲスナーには著名人や芸能人もおり、俳優の松坂桃李[4]や、女優の広瀬アリス[5]、黒島結菜[6]、髙橋ひかる[7]、声優の花澤香菜[8]、元ラグビー選手の畠山健介、総合格闘家の長谷川賢はゲスナーとして知られている。ゲスナー同士はSNSを介しての交流が深く、常連ネタ採用者によるオフ会が定期的に開催されている。また、有吉が「監視」と称してゲスナーのX（旧・Twitter）のアカウントを一定期間フォローする事がある。
- ゲスナーからの投稿の大半が下ネタ、悪口、妄言で構成された内容であり、芸能人への罵詈雑言も多い。しかし、ある特定の芸能人の悪口は禁止されている[9]。
- 番組内での有吉の発言が度々ネット記事となり、有吉自身が放送中に触れる事がある。有吉は自身の発言をネット記事にする記者を「焼きごて記者」と呼んでいる[注 2]。
- 8月の最後の週は毎年「24時間テレビ」がやっているため、オープニングに「サライ」を有吉が谷村新司と加山雄三のモノマネをしながらフルコーラスで歌うのが定番となっている。なお、8月のアシスタントはほぼ毎年、元やさしい雨の松崎克俊と元トップリードの和賀勇介が担当している。
- 12月には、ゲスナーから年間を通して印象に残った有吉の扮したキャラクターを募集。その中から大賞を決める「サンドリキャラクターまつり」が行われていた（2020年まで）。
- 有吉はこの番組のことを「名前を言ってはいけないラジオ」と称している[10]。
- 番組冒頭には「太田プロの真珠、広島が生んだ快男児、軍人ロックスター、第74回、第75回NHK紅白歌合戦司会、有吉弘行でございます」と自己紹介する。2021年1月10日放送分では有吉自身でそれぞれの肩書きについて以下のように説明した。

「太田プロの真珠」、デヴィ夫人が「東洋の真珠」と言われていたように、太田プロ内で輝きを放っている。
「広島が生んだ快男児」、広島県出身の本当に気持ちの良いさっぱりとした、漫画『俺の空』に出てくるような男らしい男。快活で器がでかい男。　
「軍人ロックスター」、軍人のような厳しい規律とロックスターのような自由さを兼ね備えた男。有吉曰く纏めると『情緒不安定な人間』。

- 2023年12月31日には有吉が司会を務める『第74回NHK紅白歌合戦』が放送され時間被りとなったが、録音収録にて対応した[11]。一方で紅白の疲れから1月7日の出演を休み、デンジャラス安田のみが出演した[12]。

## アシスタント
太田プロダクションの所属芸人が月ごとの交代制で担当している。以前は年末に行われる「アシスタント総選挙」（人気投票）で優勝すると1〜3ヶ月間アシスタントをすることができた（後述）。番組終了後にアシスタントのみでアフタートークの収録を行い、数時間後AuDeeで配信される。

### これまでのアシスタント一覧
2010年 / 2011年 / 2012年 / 2013年 / 2014年 / 2015年 / 2016年 / 2017年 / 2018年 / 2019年 / 2020年 / 2021年 / 2022年 / 2023年 / 2024年 / 2025年
| 4月 - 12月 | おかもとまり | 9月の第4週はアイドル☆リーグ!とコラボを行い、 アイドル☆リーグ!の『アシスタント選手権』で決まった尾崎ナナと放送した。おかもとは平成生まれ初のアシスタント。 |
| 2011年     | | |
| 1月        | スギ。（インスタントジョンソン、第1、3~5週） | 第2週は新春人気芸人大集合SPで、毒舌選手権を放送した。 |
| 2月        | 小出真保（麦芽） | |
| 3月        | 高松知美 | 13日は東日本大震災に関する報道特別番組の為休止。 |
| 4月        | トップリード | |
| 5月        | 吉川正洋（ダーリンハニー） | |
| 6月        | 安田和博（デンジャラス） | |
| 7月        | 風藤松原 | |
| 8月        | ブラックパイナーSOS | |
| 9月        | マシンガンズ | |
| 10月       | 鈴木奈都（麦芽） | |
| 11月       | アルコ&ピース | |
| 12月       | トップリード（第1週） ブラックパイナーSOS（第2週） マシンガンズ（第3週） スギ。（インスタントジョンソン、第4週） | アシスタント選抜総選挙 投票期間 ブラックパイナーSOS内藤は当時半年間出入り禁止を言い渡されていたため スタジオ外で見学をしていたが、有吉からの恩赦によりこの日のみ出演した。 |
| 2012年     | | |
| 1月        | 安田和博（デンジャラス） | 第2週、第3週は安田が休み。 第3週のアシスタントはブラックパイナーSOSが務めた。 |
| 2月        | 安田和博（デンジャラス） | 第1週は有吉がインフルエンザで休んだためメインは安田。 アシスタントはマシンガンズが務めた。 |
| 3月        | 安田和博（デンジャラス） | |
| 4月        | やさしい雨 | 第1週は収録で児嶋一哉（アンジャッシュ）がゲスト出演。（アシスタントなし） |
| 5月        | 小出真保（麦芽） | |
| 6月        | 吉川正洋（ダーリンハニー） | |
| 7月        | 山野拓也（ブラックパイナーSOS） | 有吉から 「イノシシ太郎」 という名前を与えられ、これ以来番組内ではイノシシ太郎名義で出演している。 |
| 8月        | スギ。（インスタントジョンソン、第1、3、4週） 西堀亮（マシンガンズ、第2週） | スギちゃんと芸名がかぶっているという理由で有吉から 「体元気」 という名前を与えられ、 山野と同様に番組内でのみ体元気名義で出演した。 |
| 9月        | アルコ&ピース（第1、3~5週） トップリード（第2、4週） | |
| 10月       | トップリード（第1、3週） アルコ&ピース（第2、4週） | |
| 11月       | 鈴木奈都（麦芽） | |
| 12月       | 風藤松原（第1週） 滝沢秀一（マシンガンズ、第2週） やさしい雨（第3週） 安田和博（デンジャラス、第4週） スギ。（インスタントジョンソン、第4週） | アシスタント選抜総選挙 投票期間 |
| 2013年     | | |
| 1月        | 安田和博（デンジャラス） | |
| 2月        | 安田和博（デンジャラス） | |
| 3月        | アルコ&ピース | |
| 4月        | 新宿カウボーイ | 新コーナー「かねきよ寿司」が新宿カウボーイ出演の1ヶ月限定で行われた。 |
| 5月        | 西堀亮（マシンガンズ） 吉川正洋（ダーリンハニー） | |
| 6月        | 山野拓也（ブラックパイナーSOS） 滝沢秀一（マシンガンズ） | |
| 7月        | ノッチ（デンジャラス） | |
| 8月        | やさしい雨 | 第3週は収録。 |
| 9月        | トップリード | |
| 10月       | ダーリンハニー | |
| 11月       | 安田和博（デンジャラス） | 第2週は収録。アシスタント選抜総選挙直前スペシャルを放送した。 第4週は 「第3回アシスタント選抜総選挙」 の速報を発表した。 |
| 12月       | 安田和博（デンジャラス、第1、4週） 風藤松原（第2週） アルコ&ピース（第2、4週） スギ。（インスタントジョンソン、第3週） ダーリンハニー（第4週） 西堀亮（マシンガンズ、第4週） 松崎克俊（やさしい雨、第4週） かねきよ勝則（新宿カウボーイ、第4週） | アシスタント選抜総選挙 投票期間 |
| 2014年     | | |
| 1月        | 安田和博（デンジャラス、第1週） 長嶋智彦（ダーリンハニー、第2~4週） | 第2週以降はアシスタントのアシスタントとして吉川（ダーリンハニー）が務めた。 |
| 2月        | 長嶋智彦（ダーリンハニー） | 同上 |
| 3月        | 安田和博（デンジャラス） | 第3週は収録。 |
| 4月        | 西堀亮（マシンガンズ） | |
| 5月        | トップリード | 第1週は新妻が自身の結婚式の為休み。 西堀亮（マシンガンズ）が代理出演。 |
| 6月        | 安田和博（デンジャラス）（第1週） タイムマシーン3号（第2週~） | 第1週は「有吉弘行バースデーSP!!」 |
| 7月        | ノッチ（デンジャラス） ヤマザキモータース | 第3週、第4週はノッチが休み。 |
| 8月        | やさしい雨 | |
| 9月        | アルコ＆ピース | |
| 10月       | 新宿カウボーイ（第1、3~4週） 山野拓也（ブラックパイナーSOS、第2週） | 第2週は新宿カウボーイが営業の為、休み。 |
| 11月       | 長嶋智彦（ダーリンハニー） | 11月第5週より、アシスタント選抜総選挙 投票期間 |
| 12月       | 安田和博（デンジャラス、第1、4週） 西堀亮（マシンガンズ、第2、4週） 吉川正洋（ダーリンハニー、第3週） タイムマシーン3号（第4週） 山野拓也（ブラックパイナーSOS、第4週） 長嶋智彦（ダーリンハニー、第4週） 酒井健太（アルコ＆ピース、第4週） 新妻悠太（トップリード、第4週） | アシスタント選抜総選挙 投票期間 第3週はサンドリキャラクター祭りを放送した。 |
| 2015年     | | |
| 1月        | 安田和博（デンジャラス） | |
| 2月        | 安田和博（デンジャラス） | |
| 3月        | 安田和博（デンジャラス） | |
| 4月        | ノッチ（デンジャラス） 関太（タイムマシーン3号） | 第3週はノッチが第31回全日本トライアスロン宮古島大会出場のため休み。 吉本純（やさしい雨）が代理出演。 |
| 5月        | 西堀亮（マシンガンズ） 新妻悠太（トップリード） | 第2週は新妻がNOTTV「第2回AKB48グループドラフト会議」生中継出演後の打ち上げ参加のため休み。 スギ。（インスタントジョンソン）が代理出演。 |
| 6月        | 吉川正洋（ダーリンハニー） 酒井健太（アルコ＆ピース） | 7月第1週まで続投。 |
| 7月        | 長嶋智彦（ダーリンハニー） 石沢勤（新宿カウボーイ） | 第一週は2人とも仕事のため休み、6月アシの吉川・酒井が続投。 |
| 8月        | 松崎克俊（やさしい雨） 和賀勇介（トップリード） | 第2週は収録でふかわりょうがゲスト出演。 |
| 9月        | 山野拓也（ブラックパイナーSOS) ヤマザキモーダース | |
| 10月       | 平子祐希（アルコ&ピース） かねきよ勝則（新宿カウボーイ） | |
| 11月       | 松崎克俊（やさしい雨、第1週） 和賀勇介（トップリード、第1週） ノッチ（デンジャラス、第2週） 関太（タイムマシーン3号、第2、5週） 長嶋智彦（ダーリンハニー、第3週） 石沢勤（新宿カウボーイ、第3週） 西堀亮（マシンガンズ、第4週） スギ。（インスタントジョンソン、第4週） 山本浩司（タイムマシーン3号、第5週）                                                                           | 11月から、年末のアシスタント総選挙の投票の参考にしてもらうために10月までのアシスタントが週替わりで登場する。 5月に西堀と組んでいた新妻は出禁を食らっていたため代打でインスタントジョンソンのスギ。が出演した。 これによりスギ。はアシスタント総選挙での被選挙権を手にした。 第5週は、タイムマシーン3号がM-1グランプリ決勝進出したことにより急遽出演が決定した。                            |
| 12月       | 山野拓也（ブラックパイナーSOS） ヤマザキモータース（第1週） 吉川正洋（ダーリンハニー、第2、4週） 酒井健太（アルコ＆ピース、第2、4週） 平子祐希（アルコ＆ピース、第3週） 安田和博（デンジャラス、第3、4週） 西堀亮（マシンガンズ、第4週） 関太（タイムマシーン3号、第4週） 新宿カウボーイ（第4週） 新妻悠太（トップリード、第4週）                                                      | |
| 2016年     | | |
| 1月        | 安田和博（デンジャラス） かねきよ勝則（新宿カウボーイ、第2~5週） | |
| 2月        | 安田和博（デンジャラス） | |
| 3月        | 安田和博（デンジャラス） | |
| 4月        | 酒井健太（アルコ＆ピース） 落合隆治（ぐりんぴーす） | 第3週は酒井が別仕事のため、1時間遅刻。 落合には「落合ココア」という名前を与えられた。 |
| 5月        | ヤマザキモータース 吉川正洋（ダーリンハニー） | 第2、4週は吉川が別仕事のため欠席。山野拓也（イノシシ太郎/ブラックパイナーSOS）が代理出演。 |
| 6月        | 石沢勤（新宿カウボーイ） 関太（タイムマシーン3号） | |
| 7月        | 飯沼博貴（パニーニ） 西堀亮（マシンガンズ） | 飯沼にはこの時期「のん」に改名した能年玲奈にあやかって「飯沼のん」という名前を与えられた。 |
| 8月        | 松崎克俊（やさしい雨） 和賀勇介（トップリード） | 第2週はふかわりょうがゲスト出演。 |
| 9月        | 新妻悠太（トップリード） 平子祐希（アルコ＆ピース） | |
| 10月       | 牧野太祐（ぐりんぴーす） ノッチ（デンジャラス) | |
| 11月       | 安田和博（デンジャラス） | |
| 12月       | 山本浩司（タイムマシーン3号、第1、4週） 長嶋智彦（ダーリンハニー）（第1週） 安田和博（デンジャラス、第2~4週） 酒井健太（アルコ＆ピース、第2週） かねきよ勝則（新宿カウボーイ、第2週） 山野拓也（ブラックパイナーSOS、第2週） トップリード（第4週） 関太（タイムマシーン3号、第4週） 石沢勤（新宿カウボーイ、第4週） 飯沼博貴（パニーニ、第4週）                                        | |
| 2017年     | | |
| 1月        | 安田和博（デンジャラス） | |
| 2月        | 安田和博（デンジャラス） | |
| 3月        | 酒井健太（アルコ＆ピース） 落合隆治（ぐりんぴーす） | 第1週は、酒井がラップ関係の仕事のため遅刻。 |
| 4月        | 酒井健太（アルコ＆ピース） 落合隆治（ぐりんぴーす） | 第3週は、酒井が鹿児島での仕事（KTS春の番組まつり2017 MORINAGA presents お笑いLive）のため遅刻。 |
| 5月        | 関太（タイムマシーン3号） 吉川正洋（ダーリンハニー） | 有吉からの提案で、関は本名である「関 智大」名義で出演。 |
| 6月        | 石沢勤（新宿カウボーイ） 西堀亮（マシンガンズ） | |
| 7月        | 安田和博（デンジャラス） | |
| 8月        | 安田和博（デンジャラス） 松崎克俊（やさしい雨） 和賀勇介（トップリード） | スケジュールの都合により、安田が二週目（録音）までアシスタントを務め、以後は松崎、和賀に交代。 |
| 9月        | 松崎克俊（やさしい雨） 和賀勇介（トップリード） | |
| 10月       | 新妻悠太（トップリード） 平子祐希（アルコ＆ピース） | 4週目は新妻が別仕事で欠席。 |
| 11月       | 西堀亮（マシンガンズ） 石沢勤（新宿カウボーイ） | |
| 12月       | 安田和博（デンジャラス） かねきよ勝則（新宿カウボーイ、第1、5週） 山野拓也（ブラックパイナーSOS、第2、5週） アルコ＆ピース（第4週、酒井のみ第5週） 関太（タイムマシーン3号、第4週） 新妻悠太（トップリード、第4、5週） 落合隆治（ぐりんぴーす、第4、5週） 西堀亮（マシンガンズ、第4、5週） 石沢勤（新宿カウボーイ、第5週） 松崎克俊（やさしい雨、第5週） 関谷友美（ハナイチゴ、第5週） | |
| 2018年     | | |
| 1月        | 安田和博（デンジャラス） | |
| 2月        | 平子祐希（アルコ＆ピース） 石沢勤（新宿カウボーイ） | 平子は以前は新妻と組む事が多かったが、新妻が太田プロの契約を解除された為に石沢が「繰り上げ」となった。 |
| 3月        | 関太（タイムマシーン3号） 滝沢秀一（マシンガンズ） | 滝沢がアシスタントを担当するのは2013年6月以来、約4年ぶりとなる。 |
| 4月        | 酒井健太（アルコ＆ピース） 関谷友美（ハナイチゴ） | 女性アシスタントが登場したのは2012年の11月の元麦芽の鈴木以来約6年ぶり。 なお、第4週は録音かつJFNの編成の都合上により、番組史上初の21時からの短縮版で「春の恋愛SP」と題しての放送。 |
| 5月        | ノッチ（デンジャラス） 山本浩司（タイムマシーン3号） | ノッチと山本はTBS系のテレビ番組「オールスター感謝祭」において行われる名物コーナー『赤坂5丁目ミニマラソン』の出場者同士。 アシスタントを務めるのはノッチが2年、山本は4年ぶりとなる。 なお、第3週の放送はノッチが仕事の関係上欠席で、ブラックパイナーSOSの山野拓也（イノシシ太郎）が代理出演。                                                                                               |
| 6月        | 安田和博（デンジャラス） | |
| 7月        | 関太（タイムマシーン3号） 石沢勤（新宿カウボーイ） | |
| 8月        | 松崎克俊（やさしい雨） 和賀勇介 | 和賀は同年2月時点でコンビを解散していたが、第2週(収録)では台本上のミスにより「トップリード和賀」のまま冒頭の挨拶をしたため、 有吉の提案によりこの週のみ「ジャイアント和賀」として出演。 |
| 9月        | 酒井健太（アルコ＆ピース） 落合隆治（ぐりんぴーす） | |
| 10月       | 和賀勇介 山野拓也（ブラックパイナーSOS、第1週） 西堀亮（マシンガンズ、第2週） かねきよ勝則（新宿カウボーイ、第3週） 長嶋智彦（ダーリンハニー、第4週） | |
| 11月       | 平子祐希（アルコ＆ピース） 山本浩司（タイムマシーン3号） | |
| 12月       | 安田和博（デンジャラス） アルコ＆ピース（酒井のみ第4、5週） タイムマシーン3号（第4、5週） 和賀勇介（第4、5週） 西堀亮（マシンガンズ、第4、5週） 関谷友美（ハナイチゴ、第4、5週） 石沢勤（新宿カウボーイ、第4週） 松崎克俊（やさしい雨、第5週） 松尾侑治（ロングアイランド、第5週） 草薙航基（宮下草薙、第5週）                                                                         | 松尾と草薙は平成生まれ初の芸人アシスタント。 |
| 2019年     | | |
| 1月        | 安田和博（デンジャラス）（第1、2、4週） 酒井健太（アルコ＆ピース、第3週） 落合隆治（ぐりんぴーす、第3週） | 第3週は安田が上島竜兵の誕生日イベント「元太陽様を囲む会」で欠席だった為、急遽酒井と落合がアシスタントを担当した。 |
| 2月        | 安田和博（デンジャラス） | |
| 3月        | マシンガンズ | コンビでアシスタントを務めるのは2011年12月以来、約8年ぶりとなる。 第1週は滝沢が裏番組である『日曜ビッグバラエティ』（テレビ東京）に出演した為に欠席。 第3週から有吉からの提案で「西堀ペロ兵衛」と「滝沢八朔」名義で出演。 |
| 4月        | 関太（タイムマシーン3号） 酒井健太（アルコ＆ピース） | 第1週に有吉からYouTuber集団「メントス」として酒井は「アーノルド・シュワルツ健太」、 関は「関ザランボー」という芸名を提案、同名義で出演している。 また、第3週の冒頭で再び、有吉の提案で酒井は母の旧姓である「菊田健太」、関は本名の「関智大」名義で挨拶した。 |
| 5月        | 平子祐希（アルコ＆ピース、第1〜3週） 草薙航基（宮下草薙） 酒井健太（アルコ＆ピース、第4週） | 草薙は平子、タイムマシーン3号の山本との三人で結成された『平子お買物クラブのメンバー』のメンバーであり、 平成生まれ芸人初のレギュラーアシスタント。 第4週は平子が別仕事の為に欠席、代わりに酒井がアシスタントを担当した。 |
| 6月        | 安田和博（デンジャラス） | |
| 7月        | 山本浩司（タイムマシーン3号） 石沢勤（新宿カウボーイ） | 第4週は山本が遅刻。 |
| 8月        | 松崎克俊（やさしい雨） 和賀勇介 | 第1週(収録)に有吉の提案で松崎は「松崎クソボロー」、和賀は「和賀一郎」名義で出演。 |
| 9月        | 安田和博（デンジャラス、第2週〜） 松崎克俊（やさしい雨、第1週） 和賀勇介（第1週） | 第1週は安田が別仕事のため欠席、前月の松崎、和賀が引き続きアシスタントを勤めた。 |
| 10月       | 草薙航基（宮下草薙） 酒井健太（アルコ＆ピース） | |
| 11月       | 山本浩司（タイムマシーン3号） 平子祐希（アルコ＆ピース） 安田和博（デンジャラス、第1週） | 第1週は安田が番組途中で出演。 |
| 12月       | 安田和博（デンジャラス） 酒井健太（アルコ＆ピース、第5週） 西堀亮（マシンガンズ、第5週） 松尾侑治（ロングアイランド、第5週） タイムマシーン3号（第5週） 山野拓也（ブラックパイナーSOS、第5週） 松崎克俊（やさしい雨、第5週） 薄幸（納言、第5週） | |
| 2020年     | | |
| 1月        | 安田和博（デンジャラス） | |
| 2月        | 安田和博（デンジャラス） | |
| 3月        | 安田和博（デンジャラス、第1週） 酒井健太（アルコ＆ピース） 落合隆治（ぐりんぴーす） | 第1週目は録音放送のため、2月の安田が引き続きアシスタントを担当した。 |
| 4月        | 酒井健太（アルコ＆ピース、第1〜3週） 落合隆治（ぐりんぴーす、第1〜3週） 安田和博（デンジャラス、第4週） | 第4週目は新型コロナウィルス安全対策のために生放送が休止となったため、 2019年12月22日に放送された「サンドリキャラクターまつり」の再放送を行った。 |
| 5月        | タイムマシーン3号 | |
| 6月        | 平子祐希（アルコ＆ピース） 薄幸（納言） 西堀亮（マシンガンズ、第2週） | 第2週目は平子が休みのため、代わりに西堀がアシスタントを担当した。また、緊張を解す、呑んでいる方が調子が良いという理由から有吉から特別許可が下り、第2週目から薄幸のみ飲酒をしながらアシスタントを務めた。この番組にて飲酒をしながら放送を行ったのはゲストの上島竜兵に続き二人目。 |
| 7月        | 安田和博（デンジャラス） | |
| 8月        | 安田和博（デンジャラス、第1週） 松崎克俊 和賀勇介 | 第1週目はソーシャルディスタンスからゲストのもう中学生含めスタジオに4人（有吉、アシスタント、ゲスト、作家）しか入れなかったため、安田がアシスタントを担当した。 第3週は有吉の提案で和賀と松崎の芸名をリスナーから募集し、和賀はそのままで、松崎は母親の名前から「松崎由紀子」に決定した。                                                                                                   |
| 9月        | 酒井健太（アルコ＆ピース） 山本浩司（タイムマシーン3号） | 第1週目は台風10号の接近に伴い番組前半、気象予報士の石上沙織と電話を繋いだ。 |
| 10月       | 関太（タイムマシーン3号） 松崎克俊 | |
| 11月       | 安田和博（デンジャラス、第1、2、5週） 酒井健太（アルコ＆ピース、第3週） 西堀亮（マシンガンズ、第4週） | 第3週、第4週（第3週放送前に行われた録音放送）は安田がスケジュールの都合で欠席、代打として酒井と西堀がそれぞれアシスタントを務めた。 |
| 12月       | 安田和博（デンジャラス） 酒井健太（アルコ＆ピース、第4週） 草薙航基（宮下草薙、第4週） 松尾侑治（ロングアイランド、第4週） 山本浩司（タイムマシーン3号、第4週） 松崎克俊（第4週） 薄幸（納言、第4週） | |
| 2021年     | | |
| 1月        | 安田和博（デンジャラス） | |
| 2月        | 安田和博（デンジャラス） | |
| 3月        | 酒井健太（アルコ＆ピース） | |
| 4月        | 酒井健太（アルコ＆ピース） 落合隆治（ぐりんぴーす） | |
| 5月        | 酒井健太（アルコ＆ピース） 落合隆治（ぐりんぴーす） | |
| 6月        | 松崎克俊 山本浩司（タイムマシーン3号） 落合隆治（ぐりんぴーす、第1週） | 第1週目は山本が休みのため、代わりに落合がアシスタントを担当した。 |
| 7月        | タイムマシーン3号（第1、2、4週） アルコ＆ピース（第3週） | 第3週目はタイムマシーン3号の二人が新型コロナウイルスの濃厚接触者に該当した事から欠席、代打としてアルコ＆ピースがアシスタントを務めた。 |
| 8月        | 安田和博（デンジャラス、第1週） 松崎克俊(第2週〜) 和賀勇介(第2週〜) | 第1週目は昨年に続いてソーシャルディスタンスからゲストのもう中学生含めスタジオに4人（有吉、アシスタント、ゲスト、作家）しか入れなかったため、安田がアシスタントを担当した。 |
| 9月        | 西堀亮（マシンガンズ） 落合隆治（ぐりんぴーす） | |
| 10月       | 酒井健太（アルコ＆ピース） 福島敏貴（ストレッチーズ、第1、2週） 牧野太祐（ぐりんぴーす、第3〜5週） | 今月は「アシスタントお試し月間」と題し、酒井のみ最後の週まで出演。第1、2週目は福島、第3週目からは牧野に交代する形で務めた。 なお、牧野は2016年以来5年ぶりの出演（電話ゲストは除く）でこの週では牧野が市川市在住で愛車がタントであることから「市川タント師匠」、 酒井は車の免許を持っていないものの世田谷区でジャガーに乗ることを目標としてきたため「世田谷ジャガー」という愛称で呼ばれた。 |
| 11月       | 安田和博（デンジャラス） | |
| 12月       | 安田和博（デンジャラス） 酒井健太（アルコ＆ピース、第4週） 山本浩司（タイムマシーン3号、第4週） 松崎克俊（第4週） 草薙航基（宮下草薙、第4週） 松尾侑治（ロングアイランド、第4週） 福島敏貴（ストレッチーズ、第4週） 牧野太祐（ぐりんぴーす、第4週） | 第4週目は「輝け!有吉レコード大賞」を放送。 |
| 2022年     | | |
| 1月        | 安田和博（デンジャラス） | |
| 2月        | 安田和博（デンジャラス） | |
| 3月        | 落合隆治（ぐりんぴーす、第1〜3週） 酒井健太（アルコ＆ピース、第1週） 西堀亮（マシンガンズ、第2週） 松崎克俊（第3、4週） 山本浩司（タイムマシーン3号、第4週） | 第2週目は酒井が微熱を発症したために大事を取って欠席。代役として西堀が出演した。第3週目は酒井が新型コロナウイルス陽性のために欠席。代役の西堀も微熱のために欠席し、代役の代役として松崎が出演した。第4週目は落合が濃厚接触者の疑いが発覚した為に欠席。落合の代役として山本が出演した。 |
| 4月        | 松崎克俊 山本浩司（タイムマシーン3号） | アシスタントについては3月第4週目の放送内でディレクターの辻がその場で決定し、有吉が予告していた。 |
| 5月        | 酒井健太（アルコ＆ピース） 草薙航基（宮下草薙） | 第1週の放送では有吉が草薙のことを「Mr.コキック」と呼んでいた。 |
| 6月        | 西堀亮（マシンガンズ） 石沢勤（新宿カウボーイ） | 石沢は新宿カウボーイが2020年5月に太田プロダクションを退社して以来、初の番組出演で同事務所所属以外では初のアシスタントである。 |
| 7月        | 安田和博（デンジャラス、第1〜4週） 西堀亮（マシンガンズ、第5週） | 第5週の放送では安田が新型コロナウイルスの濃厚接触者に該当したため欠席。代役として西堀が出演。 |
| 8月        | 松崎克俊 和賀勇介 | 第2週の放送では有吉が体調不良のため欠席。アシスタントの松崎と和賀がメインパーソナリティーを担当した。有吉が欠席したのはインフルエンザで休演した2012年2月以来。「有吉に読んでほしいから」という理由から全コーナーが休止となった。 |
| 9月        | 酒井健太（アルコ＆ピース） 宮下兼史鷹（宮下草薙） | 第1週の放送ではたまたま現場に来ていたマシンガンズ滝沢が番組冒頭に出演した。 |
| 10月       | 関太（タイムマシーン3号） 福島敏貴（ストレッチーズ） | |
| 11月       | 安田和博（デンジャラス） | |
| 12月       | 安田和博（デンジャラス） アルコ＆ピース(第4週） タイムマシーン3号(第4週） 宮下草薙(第4週） 松崎克俊（第4週） 松尾侑治（ロングアイランド、第4週） 牧野太祐（ぐりんぴーす、第4週) 薄幸（納言、第4週） | 第4週目は「輝け!有吉レコード大賞」を放送。 |
| 2023年     | | |
| 1月        | 安田和博（デンジャラス） アルコ＆ピース（第1週） タイムマシーン3号（第1週） 落合隆治（ぐりんぴーす、第1週） 松崎克俊（第1週） 宮下草薙（第1週） 和賀勇介（第1週） | 第1週目は特別企画「新春大食いバトル!!」を放送。 |
| 2月        | 酒井健太（アルコ＆ピース） 山本浩司（タイムマシーン3号） | |
| 3月        | 松崎克俊 関太（タイムマシーン3号、第1、2、4週） 西堀亮（マシンガンズ、第3週） | 第3週目は関が他の仕事の為に欠席。代役として西堀が出演。 |
| 4月        | 酒井健太（アルコ＆ピース） 落合隆治（ぐりんぴーす） | |
| 5月        | 西堀亮（マシンガンズ） 宮下兼史鷹（宮下草薙） | 第3週目は「THE SECOND マシンガンズ準優勝敗退」と題し、滝沢も出演。電話に松崎克俊とタイムマシーン3号山本が出演した。 |
| 6月        | 平子祐希（アルコ＆ピース） 草薙航基（宮下草薙） | |
| 7月        | 山本浩司（タイムマシーン3号） 牧野太祐（ぐりんぴーす) | |
| 8月        | 松崎克俊（第2週〜） 和賀勇介（第2週〜） 山本浩司（タイムマシーン3号、第1週） 牧野太祐（ぐりんぴーす、第1週) | 第1週目は7月中に録音されたものを放送したため、7月にアシスタントを務めた山本と牧野が担当した。 第2週目は有吉が直前に鼻の手術をしたため、鼻に綿球（ガーゼ）を詰めた状態で放送を行った。 |
| 9月        | 安田和博（デンジャラス） | |
| 10月       | 酒井健太（アルコ＆ピース） 関太（タイムマシーン3号） | |
| 11月       | 西堀亮（マシンガンズ、第1、3、4週） 千葉康介（ロックス、第1週） 石沢勤（新宿カウボーイ、第2~4週） 山野拓也（ブラックパイナーSOS、第2週） | 第1週目は石沢が仕事の都合で欠席し千葉が代理を務め、第2週目は西堀が仕事の都合で欠席し山野が代理を務めた。 |
| 12月       | 安田和博（デンジャラス） 酒井健太（アルコ＆ピース、第4週、第5週） タイムマシーン3号（第4週、第5週） 和賀勇介（第4週） 松崎克俊（第4週、第5週） ぐりんぴーす（第4週、第5週） 薄幸（納言、第5週） 西堀亮（マシンガンズ、第4週、第5週） 千葉康介（ロックス、第4週、第5週） | 第4週目は特別企画『年忘れ大食いバトル』、第5週目は第4週目放送前に録音された特別企画『有吉歌合戦』を放送した。 |
| 2024年     | | |
| 1月        | 安田和博（デンジャラス） | 第1週目は「新春スペシャル 安田のほうれん荘」を放送。休養のため有吉は出演せず、代わりに安田がメインパーソナリティーを担当した。 |
| 2月        | 宮下兼史鷹（宮下草薙） 落合隆治（ぐりんぴーす） | |
| 3月        | 平子祐希（アルコ＆ピース） 草薙航基（宮下草薙） | 第1週目のオープニングトークでは、有吉に第一子が誕生した事を報告した。 |
| 4月        | 酒井健太（アルコ＆ピース） 山本浩司（タイムマシーン3号） | |
| 5月        | 西堀亮（マシンガンズ） 松崎克俊 | |
| 6月        | 千葉康介（ロックス） 関太（タイムマシーン3号） | |
| 7月        | 安田和博（デンジャラス） | |
| 8月        | 松崎克俊 和賀勇介 | 第1週目は録音放送。 |
| 9月        | 落合隆治（ぐりんぴーす） 山本浩司（タイムマシーン3号） | |
| 10月       | 酒井健太（アルコ＆ピース） 牧野太祐（ぐりんぴーす) | |
| 11月       | 酒井健太（アルコ＆ピース） 宮下兼史鷹（宮下草薙） | |
| 12月       | 安田和博（デンジャラス、第1週～第2週） 西堀亮（マシンガンズ、第3週） 山本浩司（タイムマシーン3号、第3週） | 第3週目は安田がインフルエンザ疾患のため休演。西堀と山本がアシスタントを務めた。 第4週目は「アシスタント総選挙開票」を放送。 第5週目(事前収録)は「有吉レコード大賞」を放送。 |
| 2025年     | | |
| 1月        | 安田和博（デンジャラス） 落合隆治（ぐりんぴーす、第2週） 松崎克俊（第2週） | 第1週目は大食いバトル（録音放送）、第2週目は去年と同様に有吉が休演し、安田がパーソナリティーを担当する「新春スペシャル 安田のほうれん荘」を放送。 |
| 2月        | 西堀亮（マシンガンズ、第1週～第2週、第4週） 松崎克俊（第1週、第3週～第4週） 石沢勤（新宿カウボーイ、第2週～第3週） | 第2週目は松崎が仕事の都合で休演し、第3週目は西堀が仕事の都合で休演。それぞれ代役として石沢が出演した。 |
| 3月        | 酒井健太（アルコ＆ピース） 山本浩司（タイムマシーン3号） | |
| 4月        | 逸見亮介（ハマノとヘンミ） 関太（タイムマシーン3号） | |
| 5月        | 牧野太祐（ぐりんぴーす) 宮下兼史鷹（宮下草薙） | |
| 6月        | マシンガンズ 酒井健太（アルコ＆ピース、第1週） | コンビでアシスタントを務めるのは2019年3月以来、約6年ぶりとなる。なお、第1週目は滝沢が仕事の都合で欠席したため、酒井が代役として出演した。 |
| 7月        | 松崎克俊 千葉康介（ロックス） | 通年は8月に出演していた松崎が今回は7月に出演した。松崎と長年アシスタントを組んでいた通称「オタクちゃんズ」の和賀勇介が出演しなかった理由については、有吉が「やる気がない」と判断し、和賀に出禁を宣告したため。 |
| 8月        | 安田和博（デンジャラス）、松崎克俊（第2週）、和賀勇介（第2週） | 第1週目は録音放送、第2週目は1月同様に有吉が休演し、安田がパーソナリティーを担当する「安田のほうれん荘」を放送、有吉が不在の為、出禁を宣告された和賀勇介も出演。 |

### 出禁
アシスタントは有吉の機嫌を損ねると「出禁」（出入禁止）を通告される事がある（一発で出禁を言い渡される場合もあるが「イエローカード」等の発言で警告されることもある）。
ただし、多くの場合出禁は期限付きであり、無期限の出禁となったケースは今のところ内藤正樹（ブラックパイナーSOS）のみ（飲み会での上島竜兵に対しての態度が悪かったから）。また2025年7月では有吉が「やる気がない」と判断したことから、松崎と長年アシスタントを組んでいた通称「オタクちゃんズ」の和賀勇介が無期限の出禁を宣告されている。

### アシスタント選抜総選挙
2011年1月から11月までは月替わりアシスタント制だったが、同年12月に行われたリスナー投票によるアシスタント総選挙でデンジャラス安田が最多得票を獲得し2012年1月から3月までアシスタントを務めた（投票受付期間中の12月は、過去のアシスタントが週替わりで担当した）。
2012年の総選挙からはこれまでコンビとして出演していた芸人も個人ごとでのエントリーとなった（前年の総選挙で最低得票を得た風藤松原のみコンビ名義でエントリー）。
2017年の総選挙では1ヶ月以上アシスタントを務めた「A1」、それ未満、過去に出演していた、電話のみの出演の「A2」に分割し、初の2部制を実施。
総選挙の中では毎年、20時台の前半の最後に近藤真彦の愚か者を流している。
2019年11月24日放送分にて、本家のAKB総選挙が終了したことに伴ってアシスタント総選挙も今年度から行わない（終了）事が有吉の口から発表された。
その後、宣言通りに開催はされていなかったが、2024年11月17日放送分において6年ぶりに第9回の開催が発表され、同年12月21日放送分にて開票が行われた。

#### 結果
| 順位     | 名前                           | 獲得票数 |
| -------- | ------------------------------ | -------- |
| 1位      | 安田和博                       | 13365票  |
| 2位      | 鈴木奈都(麦芽)                 | 12086票  |
| 3位      | ブラックパイナーSOS            | 5007票   |
| 4位      | 小出真保(麦芽)                 | 4954票   |
| 5位      | アルコ&ピース                  | 3751票   |
| 6位      | 高松知美                       | 2069票   |
| 7位      | 吉川正洋(ダーリンハニー)       | 1232票   |
| 8位      | スギ。(インスタントジョンソン) | 864票    |
| 9位      | マシンガンズ                   | 767票    |
| 10位     | トップリード                   | 715票    |
| 11位     | 風藤松原                       | 251票    |
| 総得票数 |                                | 45061票  |

| 順位     | 名前                             | 獲得票数 |
| -------- | -------------------------------- | -------- |
| 1位      | 安田和博（デンジャラス）         | 11680票  |
| 2位      | 鈴木奈都（麦芽）                 | 8224票   |
| 3位      | 平子祐希（アルコ&ピース）        | 7045票   |
| 4位      | 吉川正洋（ダーリンハニー）       | 6290票   |
| 5位      | 山野拓也（ブラックパイナーSOS）  | 5687票   |
| 6位      | 酒井健太（アルコ&ピース）        | 4198票   |
| 7位      | 小出真保（麦芽）                 | 1978票   |
| 8位      | 西堀亮（マシンガンズ）           | 1709票   |
| 9位      | 風藤松原                         | 1696票   |
| 10位     | 新妻悠太（トップリード）         | 720票    |
| 11位     | 滝沢秀一（マシンガンズ）         | 699票    |
| 12位     | 和賀勇介（トップリード）         | 660票    |
| 13位     | 松崎克俊（やさしい雨）           | 504票    |
| 14位     | 吉本純（やさしい雨）             | 353票    |
| 15位     | スギ。（インスタントジョンソン） | 283票    |
| 総得票数 |                                  | 51726票  |

| 順位     | 名前                                            | 獲得票数 | 得票率 |
| -------- | ----------------------------------------------- | -------- | ------ |
| 1位      | 長嶋智彦（ダーリンハニー）                      | 69156票  | 38.1%  |
| 2位      | 安田和博（デンジャラス）                        | 25124票  | 13.8%  |
| 3位      | 酒井健太（アルコ&ピース）                       | 16289票  | 9.0%   |
| 4位      | 西堀亮（マシンガンズ）                          | 12324票  | 6.8%   |
| 5位      | 松崎克俊（やさしい雨）                          | 11531票  | 6.3%   |
| 6位      | 新妻悠太（トップリード）                        | 9295票   | 5.1%   |
| 7位      | ノッチ（デンジャラス）（穴井我聞ちゃん）        | 7073票   | 3.9%   |
| 8位      | 吉川正洋（ダーリンハニー）                      | 5218票   | 2.9%   |
| 9位      | 滝沢秀一（マシンガンズ）※                       | 5126票   | 2.8%   |
| 10位     | スギ。（インスタントジョンソン）                | 4108票   | 2.3%   |
| 11位     | 平子祐希（アルコ&ピース）                       | 3926票   | 2.2%   |
| 12位     | 和賀勇介（トップリード）                        | 3792票   | 2.1%   |
| 13位     | かねきよ勝則（新宿カウボーイ）                  | 3387票   | 1.9%   |
| 14位     | 山野拓也（ブラックパイナーSOS）（イノシシ太郎） | 1795票   | 1.0%   |
| 15位     | 吉本純（やさしい雨）                            | 1595票   | 0.9%   |
| 16位     | 風藤松原                                        | 1034票   | 0.6%   |
| 17位     | 石沢勤（新宿カウボーイ）                        | 855票    | 0.5%   |
| 総得票数 |                                                 | 181730票 |        |

※マシンガンズ滝沢秀一は2014年6月末まで出禁の為、投票のみ受付。投票は参考記録
| 順位     | 名前                                            | 獲得票数 | 得票率 |
| -------- | ----------------------------------------------- | -------- | ------ |
| 1位      | 安田和博（デンジャラス）                        | 21120票  | 20.3%  |
| 2位      | 関太（タイムマシーン3号）                       | 17913票  | 17.2%  |
| 3位      | 山本浩司（タイムマシーン3号）                   | 12493票  | 12.0%  |
| 4位      | 西堀亮（マシンガンズ）                          | 10536票  | 10.1%  |
| 5位      | ヤマザキモータース                              | 7593票   | 7.3%   |
| 6位      | 山野拓也（ブラックパイナーSOS）（イノシシ太郎） | 7260票   | 7.0%   |
| 7位      | 平子祐希（アルコ＆ピース）                      | 5229票   | 5.0%   |
| 8位      | 和賀勇介（トップリード）                        | 4572票   | 4.4%   |
| 9位      | 松崎克俊（やさしい雨）                          | 4393票   | 4.2%   |
| 10位     | 長嶋智彦（ダーリンハニー）                      | 4159票   | 4.0%   |
| 11位     | 酒井健太（アルコ＆ピース）                      | 2743票   | 2.6%   |
| 12位     | 吉川正洋（ダーリンハニー）                      | 2285票   | 2.2%   |
| 13位     | 石沢勤（新宿カウボーイ）                        | 1262票   | 1.2%   |
| 14位     | ノッチ（デンジャラス）（穴井我聞ちゃん）※       | 997票    | 1.0%   |
| 15位     | 新妻悠太（トップリード）                        | 719票    | 0.7%   |
| 16位     | かねきよ勝則（新宿カウボーイ）※                 | 536票    | 0.5%   |
| 17位     | 吉本純（やさしい雨）                            | 289票    | 0.3%   |
| 総得票数 |                                                 | 104099票 |        |

※出禁の為、投票のみ受付。投票は参考記録
| 順位     | 名前                                            | 獲得票数 |
| -------- | ----------------------------------------------- | -------- |
| 1位      | かねきよ勝則（新宿カウボーイ）                  | 127658票 |
| 2位      | 関太（タイムマシーン3号）                       | 102068票 |
| 3位      | 安田和博（デンジャラス）                        | 51640票  |
| 4位      | 山本浩司（タイムマシーン3号）                   | 44343票  |
| 5位      | 西堀亮（マシンガンズ）                          | 16155票  |
| 6位      | 平子祐希（アルコ&ピース）                       | 11185票  |
| 7位      | 吉川正洋（ダーリンハニー）                      | 11172票  |
| 8位      | 松崎克俊（やさしい雨）                          | 8842票   |
| 9位      | 石沢勤（新宿カウボーイ）                        | 7222票   |
| 10位     | 和賀勇介（トップリード）                        | 6955票   |
| 11位     | ヤマザキモータース                              | 4429票   |
| 12位     | 酒井健太（アルコ&ピース）                       | 3367票   |
| 13位     | スギ。（インスタントジョンソン）                | 3232票   |
| 14位     | 山野拓也（ブラックパイナーSOS）（イノシシ太郎） | 1842票   |
| 15位     | 長嶋智彦（ダーリンハニー）                      | 1828票   |
| 16位     | ノッチ（デンジャラス）                          | 1809票   |
| 17位     | 吉本純（やさしい雨）                            | 677票    |
| 18位     | 新妻悠太（トップリード）                        | 408票    |
| 総得票数 |                                                 | 404773票 |

| 順位     | 名前                                            | 獲得票数 |
| -------- | ----------------------------------------------- | -------- |
| 1位      | 山野拓也（ブラックパイナーSOS）（イノシシ太郎） | 11597票  |
| 2位      | 安田和博（デンジャラス）                        | 8333票   |
| 3位      | 石沢勤（新宿カウボーイ）                        | 4828票   |
| 4位      | 酒井健太（アルコ&ピース）                       | 4402票   |
| 5位      | 平子祐希（アルコ&ピース）                       | 4358票   |
| 6位      | 和賀勇介（トップリード）                        | 2562票   |
| 7位      | 西堀亮（マシンガンズ）                          | 2550票   |
| 8位      | ノッチ（デンジャラス）                          | 2505票   |
| 9位      | 松崎克俊（やさしい雨）                          | 2444票   |
| 10位     | ヤマザキモータース                              | 2039票   |
| 11位     | 関太（タイムマシーン3号）                       | 1981票   |
| 12位     | 落合隆治（ぐりんぴーす）                        | 1438票   |
| 13位     | 吉川正洋（ダーリンハニー）                      | 1346票   |
| 14位     | 山本浩司（タイムマシーン3号）                   | 1210票   |
| 15位     | 長嶋智彦（ダーリンハニー）                      | 837票    |
| 16位     | かねきよ勝則（新宿カウボーイ）                  | 681票    |
| 17位     | 新妻悠太（トップリード）                        | 659票    |
| 18位     | 飯沼博貴（パニーニ）                            | 529票    |
| 19位     | 牧野太祐（ぐりんぴーす）                        | 420票    |
| 総得票数 |                                                 | 54615票  |

| 順位     | 名前                       | 獲得票数 |
| -------- | -------------------------- | -------- |
| 1位      | 平子祐希（アルコ&ピース）  | 15450票  |
| 2位      | 安田和博（デンジャラス）   | 5981票   |
| 3位      | 新妻悠太（トップリード）   | 5164票   |
| 4位      | 石沢勤（新宿カウボーイ）   | 4206票   |
| 5位      | 酒井健太（アルコ&ピース）  | 3666票   |
| 6位      | 和賀勇介（トップリード）   | 3108票   |
| 7位      | 松崎克俊（やさしい雨）     | 2851票   |
| 8位      | 関太（タイムマシーン3号）  | 2382票   |
| 9位      | 吉川正洋（ダーリンハニー） | 1572票   |
| 10位     | 西堀亮（マシンガンズ）     | 787票    |
| 11位     | 落合隆治（ぐりんぴーす）   | 746票    |
| 総得票数 |                            | 45913票  |

| 順位     | 名前                                          | 獲得票数 |
| -------- | --------------------------------------------- | -------- |
| 1位      | かねきよ勝則（新宿カウボーイ）                | 36538票  |
| 2位      | 山本浩司（タイムマシーン3号）                 | 4037票   |
| 3位      | 山野拓也／イノシシ太郎（ブラックパイナーSOS） | 3406票   |
| 4位      | ヤマザキモータース                            | 3052票   |
| 5位      | ノッチ（デンジャラス）                        | 1818票   |
| 6位      | 滝沢秀一（マシンガンズ）                      | 1396票   |
| 7位      | 長嶋智彦（ダーリンハニー）                    | 750票    |
| 8位      | 吉本純（やさしい雨）                          | 421票    |
| 9位      | スギ。（インスタントジョンソン）              | 369票    |
| 10位     | 飯沼博貴（パニーニ）                          | 238票    |
| 11位     | 風藤康二（風藤松原）                          | 183票    |
| 12位     | 牧野太祐（ぐりんぴーす）                      | 164票    |
| 13位     | 松原義和（風藤松原）                          | 142票    |
| 総得票数 |                                               | 52514票  |

| 順位     | 名前                                            | 獲得票数 |
| -------- | ----------------------------------------------- | -------- |
| 1位      | 安田和博（デンジャラス）                        | 43793票  |
| 2位      | 酒井健太（アルコ&ピース）                       | 22003票  |
| 3位      | 関谷友美（ハナイチゴ）                          | 5225票   |
| 4位      | 石沢勤（新宿カウボーイ）                        | 5155票   |
| 5位      | 関太（タイムマシーン3号）                       | 4099票   |
| 6位      | 平子祐希（アルコ&ピース）                       | 3952票   |
| 7位      | 山本浩司（タイムマシーン3号）                   | 3424票   |
| 8位      | 和賀勇介                                        | 2607票   |
| 9位      | 落合隆治（ぐりんぴーす）                        | 2249票   |
| 10位     | 松崎克俊（やさしい雨）                          | 1301票   |
| 11位     | 吉川正洋（ダーリンハニー）                      | 1099票   |
| 12位     | ヤマザキモータース                              | 968票    |
| 13位     | 山野拓也（ブラックパイナーSOS）（イノシシ太郎） | 851票    |
| 14位     | ノッチ（デンジャラス）                          | 620票    |
| 15位     | 滝沢秀一（マシンガンズ）                        | 572票    |
| 16位     | 西堀亮（マシンガンズ）                          | 281票    |
| 17位     | 長嶋智彦（ダーリンハニー）                      | 260票    |
| 18位     | スギ。（インスタントジョンソン）                | 246票    |
| 19位     | 吉本純（やさしい雨）                            | 146票    |
| 失格     | かねきよ勝則（新宿カウボーイ）※                 | 46891票  |
| 総得票数 |                                                 | 145742票 |

※1回のみの出演で獲得票数がありえない数だったという理由で、総選挙史上初の「失格」となった。
| 順位     | 名前                                            | 獲得票数 |
| -------- | ----------------------------------------------- | -------- |
| 1位      | 安田和博（デンジャラス）                        | 10805票  |
| 2位      | 山本浩司（タイムマシーン3号）                   | 10161票  |
| 3位      | 平子祐希（アルコ&ピース）                       | 7649票   |
| 4位      | 関太（タイムマシーン3号）                       | 6922票   |
| 5位      | 酒井健太（アルコ&ピース）                       | 6870票   |
| 6位      | 宮下兼史鷹（宮下草薙）                          | 6764票   |
| 7位      | 松崎克俊（やさしい雨）                          | 6525票   |
| 8位      | 草薙航基（宮下草薙）                            | 5844票   |
| 9位      | 落合隆治（ぐりんぴーす）                        | 5619票   |
| 10位     | 千葉康介（ロックス）                            | 3769票   |
| 11位     | 石沢勤（新宿カウボーイ）                        | 2832票   |
| 12位     | 牧野太祐（ぐりんぴーす）                        | 2686票   |
| 13位     | 西堀亮（マシンガンズ）                          | 2519票   |
| 14位     | 山野拓也（ブラックパイナーSOS）（イノシシ太郎） | 1344票   |
| 失格     | 和賀勇介※                                       | 36029票  |
| 総得票数 |                                                 | 116338票 |

※ありえない得票数であったことと、大量投票をしたリスナーがメールで自白したため、かねきよに続く二例目の「失格」となった。

## コーナー
ゲスト出演等の都合で行われなかったり、順序が前後したりする場合もある。

### 現在のコーナー

#### 20時台

##### すっきりしないニュース
先週日曜日から放送日までの1週間にあった芸能ニュースなどを紹介しながらトークを展開する。そこでの有吉の発言が、翌日（月曜日）のスポーツ新聞（特にスポーツニッポン）で取り上げられることも多い。

##### 街の賢者
「アイツこんなこと言ってました リターンズ」の後継企画。リスナーが街の賢者 となり、世間の色んな人に対して説教をする、前コーナー同様芸能人のテレビやSNSなどの発言への悪口が多い。

#### 21時台

##### 日記
「弔辞・祝辞」同様世間をあまり知らない有吉がリスナーが書いた日記を紹介するコーナーである。

##### 短歌のコーナー
リスナーから短歌を募集し、紹介するコーナー。最初は「川柳のコーナー」としてデンジャラスの安田が提案したが、有吉がニュース番組で歌人の萩原慎一郎を知り、短歌の方がいいと言ったため変更した。

##### 珍謀論
2021年2月開始。世の中の珍妙な陰謀論をこじつけにより「自分の好きなものを自由に登場させ」EDMにのせて紹介するコーナー。ネタの中でもMr.都市伝説関暁夫風の口調になるネタを有吉は嫌っている。隔週で行っているコーナー。
有吉が毎回「世の中で起きている出来事はほぼ誰かの陰謀です！！」と叫ぶのがおなじみになっている。

##### タモリ倶楽部
2023年3月開始。同年三月末に終了したテレビ番組『タモリ倶楽部』（テレビ朝日）で起こりそうなシチュエーションを募集するコーナー。

##### ハラス
2023年10月開始。あらゆるハラスメントが起こりうる昨今、今後起こりそうなハラスメントをリスナーから募集し、有吉が品評するコーナー。

##### 紅白珍合戦
2023年10月開始。有吉が同年12月31日に生放送される『第74回NHK紅白歌合戦』の司会を務める事で、年末までの期間限定コーナーとして開始。有吉が司会を務めている紅白歌合戦で起こりそうなシチュエーションを募集する。

##### 大人の珍プレー
2024年7月開始。暑い夏を乗り切るために、涼しくなる珍プレーを募集。島田秀平ゲストの回では「ヒトコワ」のコーナーとして紹介された。

### 不定期コーナー

#### TOMOHIRO English
タイムマシーン3号の関太こと、関智大に関する英単語とその訳をリスナーから送ってくるコーナー。必ず関の愛車である「ビッグスクーター」を単語に入れなければいけない。
このコーナーがスタートしたのは2017年5月7日の放送にて、関の愛車であるビッグスクーターを有吉からいじられたことから始まり、その後リスナーからビッグスクーターと英単語をかけたメールが好評だったためレギュラー化した。しかし関がアシスタントを担当する5月限定のコーナーで、コーナーとコーナーの間での箸休め的扱いのミニコーナーともいえる。関がアシスタントとなった、2018年3月に一時的に復活して関が着ていた服である「ブッカ」をイジるアレンジも入れていた。

#### オタクのコーナー
リスナーからオタクに関する質問をしてオタクでおなじみの松崎と和賀に答えてもらうコーナー。

#### サンドリークス
主にゲストが来た回に行われる。ゲストが今まで言った発言等をリスナーが報告する、いわば「アイツこんなこと言ってました」のゲスト版。コーナー名はウィキリークスのもじり。

#### 不謹慎一恵
デンジャラス安田考案のコーナー。不謹慎一恵さんが「不謹慎」だと感じていることを募集している。メールの出だしは「『不謹慎だ！』　で始まり、（不謹慎だと思う事）を述べて、シメは『不謹慎！不謹慎！！』」で終了。現在は、有吉の采配で2軍のコーナーとされており、レギュラーコーナーとしての復活は未定。

#### 女子!
アシスタントが安田の時のみに行われるコーナー。女子の気持ちが分からない安田に、女性リスナーから「女子の今」について教えてもらうコーナー。男性のなりすましは厳禁とのことだが、ゲスナーがラジオネームを少し変えて（女子よりによせて、安田が元のラジオネームを言う）投稿してくる。その際、一通り女子のことを教えた後は、安田の悪口ネタへ転じる。かつて2014年2月から7月まで行われていたコーナーであったが、2017年初頭に復活。安田がアシスタントを担当する月には番組最後のコーナーとして行っている。
メールは大概「どうもー、〇〇系女子です」で始まる。

#### 出たがり酒井さん
アルコ＆ピース・酒井の妻である矢端名結の行動についてリスナーから報告してもらうコーナー。当初は酒井が不在である2023年3月に一度行われるも、「酒井が居た方がいい」という理由からアシスタントが酒井の時のみに行われるコーナーになった。

### 終了したコーナー
| コーナー名                                                                 | 概要 |
| -------------------------------------------------------------------------- | --- |
| 恋愛マニュアル                                                             | 「恋愛マスター」である有吉がリスナーからの質問に答えるコーナー。下ネタが出ることが多い。 |
| 私のお国自慢                                                               | 2015年10月限定。ほとんどが地方のリスナーということで、方言でお国自慢をするコーナー。 |
| ポエムの時間                                                               | リスナーと有吉がポエムで対決するコーナー。リスナーが勝った場合には有吉の私服がプレゼントされる。 |
| 7つのキャラ                                                                | 有吉が毒舌キャラの他にどのようなキャラがあるか考えるコーナー。 |
| 学べる人生相談                                                             | 人生経験豊富な有吉がリスナーの悩み相談に真剣に乗るコーナー。 |
| ヒジキ                                                                     | モテキのパロディで、有吉が体力をつけるためにヒジキを食べる「ヒジ期」と発言したことから始まったコーナー。サンバのリズムに乗せて「〜キ」となる単語を叫ぶだけなので、有吉曰く「つまらない」コーナー。そのため「パンは出ない」と予め宣言されている。映画『モテキ』の公開終了に伴ってコーナーも終了と公言していたが映画がロングランとなっていたためコーナーも終わらせることができず、開始当初からかなり崩壊した状態の投稿が続くことを有吉は嘆いていた。 2013年7月21日の放送で一時的に復活した。アシスタントに来ていたノッチは喜んでいたが、このときも有吉は嘆いていた。 |
| あだ名のコーナー                                                           | あだ名芸を卒業した有吉の代わりに、リスナーが芸能人のあだ名を考えるコーナー。優秀なものは有吉が考えたものとしてテレビで使われることがあった。終了理由は「ネタ切れ」。 |
| ベッキーフィルター                                                         | あらゆる出来事にベッキーのフィルターを通すとどうなるのか？を募集するコーナー。最後は、「やる気！元気！ベッキー！」でしめる。 |
| 哲学のコーナー                                                             | 有吉の著書「毒舌訳・哲学の者の言葉」が発売されたことをきっかけに始まったコーナー。リスナーから送られた「芸能人が言ってそうな哲学的な言葉」を読むコーナー。BGMは四季 (ヴィヴァルディ)の「冬」第2楽章。 |
| アリっていいとも!                                                          | 2012年5月13日の放送より開始。有吉が森田一義アワー 笑っていいとも!のテレフォンショッキングに出演した際の順番が『原口あきまさ → 有吉 → 夏川純』であり、この異様な順番をリスナーにイジられたことから始まった。一見共通点が無さそうな三人（人でない場合もある）に無理矢理共通点を見出すコーナー。2012年11月25日の放送を以って終了。 |
| 風俗ネーム                                                                 | 有吉が風俗店に行く際、村山や釣吉といったあからさまな偽名を使用するというエピソードから、さまざまな芸能人が使用していそうな「風俗ネーム」を募集するコーナー。リスナーからの投稿をきっかけに立ち上げたコーナーだが、2013年1月20日の放送を以て「あだ名のコーナー」と変わりないことが発覚して終了した。 |
| もしガガ                                                                   | 7つのキャラの後継コーナー。「もしレディー・ガガが日本の有名人につっこんだら」というお題。正式タイトルである略称を含め、ノンフィクション主体の作家・岩崎夏海の「もしドラ」から引用されている。途中からレディー・ガガは全く関係が無くなっていた。 |
| 安田和博携帯大喜利への道                                                   | 安田が着信御礼!ケータイ大喜利に投稿しているものの一度も読まれたことがないので、リスナーがコーチになり安田の大喜利のスキルを上げることを目的として作られたコーナー。リスナーが大喜利のお題を提示し、安田はリスナーが考えた正解と一致するように回答していく。3月と4月はアシスタントである安田とやさしい雨が挑戦したが、5月からはIPPONグランプリに何回出場しても良い結果を残せない有吉が挑戦している。その後はアシスタントに回答させるパターンが多い。2013年3月31日の放送をもって終了。                                                                               |
| アイツこんなこと言ってました                                               | テレビ、ラジオ、雑誌、ブログ、Twitterなどにおける有名人のおかしな言動を有吉に報告するコーナー。慣れてくると趣旨がぶれてきてリスナーの有名人に対する悪口が大半を占めていた。 |
| 地球兄弟                                                                   | 2012年5月13日の放送より開始。映画『宇宙兄弟』の公開を機に作られたコーナー。文尾に「LIFT OFF」を付けた文章を募集している。コーナー中は映画『宇宙兄弟』と同じコールドプレイの「ウォーターフォール〜一粒の涙は滝のごとく」がBGMとして流される。当初は映画が公開終了するとともにコーナーも終わらせる予定だったが、好評につき公開終了したが続けられていた。 |
| サンドリプロデュース                                                       | 有吉とブラックパイナーSOSの山野が開発した「皮膚エネルギー」に次ぐヒット商品を番組から生み出そうという企画。 コンビニ弁当のプロデュースなど、この番組らしいヒット商品、コラボ商品、イベントなどのアイディアを自由な発想で一攫千金を目指すコーナー。 |
| ひとり亭こきまろ                                                           | 有吉が誕生させたキャラクターが「ひとり亭こきまろ」。ひとり亭こきまろの言動を募集している。「ひとり亭こきまろが、○○した／された時に言った一言」を考えるコーナー。ひとり亭こきまろの簡単な大喜利。2013年9月22日半沢直樹が最終回を迎えると共に、終わった。 |
| 安田をR-1に送り込め                                                        | デンジャラス安田をR-1ぐらんぷりに送り込むために、リスナーから、どんなキャラで、どんなネタをやるのか？アイデアを送ってもらうコーナー。有吉の「〜ていう。」で終わる。2013年12月1日で有吉が嫌になり、終了した。 |
| ジャンボダディ有吉                                                         | 「痛快!ビッグダディ」をよく見ている有吉の為にリスナーが情報を提供していたり、番組内容に対する感想を言う不定期コーナー。BGMは同じく「さすらい」を使用。2013年12月29日放送の、痛快!ビッグダディ最終回をもってコーナーも終了。 |
| 稀勢の里                                                                   | 稀勢の里のいろんな「取り組み」とその「決まり手」を募集しているコーナー。『稀勢の里 対 ○○ ○○で稀勢の里の勝ち』と独断的な理由をつけて、稀勢の里が勝てばいいことになっている。2014年1月19日の放送をもって、有吉から「ギブ」が出たため、終了した。 |
| 有吉タレント名鑑                                                           | 2012年12月2日の放送で有吉が「タレント名鑑を作りたい」と発言したことで翌週から開始されたコーナー。「あ」から順番に、その文字で始まる有名人に関する独自の情報を募集していた。2014年1月26日の放送で「ん」まで終わったためコーナーも終了した。 |
| 持論ラモ                                                                   | 女に食いまくるジローラモにあやかって、各リスナーが使っている“女をヤレる持論”を発表してもらうコーナー。持論のシメは「有吉さん、こうすれば女はヤレますよ。」2014年2月9日の放送をもって、コーナーが終了した。 |
| ラーメン・あじ吉                                                           | 有吉さんにそっくりな店主が経営する「ラーメンあじ吉」のルールや掟を募集します。一人しゃべりで店主の口調っぽく書くことが決まり。有吉曰く、「かねきよ寿司と同じものではないか」と、始まる前から嘆いていた。 有吉の醸し出す不穏な空気を背景に、コーナー発表後の翌週 2014年2月16日の放送をもって、コーナーが終了した。 |
| リケダンの発想                                                             | STAP細胞の発見で注目を集めた理系女子（いわゆる「リケジョ」）に対抗し、有吉をはじめとする理系男子「リケダン」の素晴らしい発想やひらめきを発表するコーナー。有吉曰く、「リケダンって言葉を使っているのが恥ずかしい」との理由で、2014年2月23日の放送をもって、コーナーが終了した。全2回。なお、『池田の発言』（前述）のコーナーは、本コーナーの代替案として生み出されたものである。 |
| なんだこれ、おい！                                                         | 有吉が放送中に連発していた『なんだこれ、おい』YAZAWA（矢沢永吉）の歌詞に噛みついた時のセリフ。思わず「なんだこれ、おい」と叫びたくなることを募集している。文章の最後は「なんだこれ、おい」でシメることになっている。開始当初はスタイルは自由だったが、「アイツこんなこと言ってました」のように、有名人のおかしな言動を有吉に報告し、悪口ネタに対して「なんだこれ、おい」でシメるスタイルが多くなっていった。末期には、「なんだこれ、おい！」に至るまでの報告・悪口ネタが長文化したため、「アイツこんなこと言ってました」に戻す形で終了。                           |
| アリゾンのレビュー                                                         | 様々な物、人、現象のレビューをアマゾンのそれっぽく評価するコーナー。2014年10月12日の放送で新コーナーが始まった為、終了した。 |
| 今の日本を語ろう                                                           | 街の「声なき声」に耳を傾るコーナー。政治、経済、教育、環境、外交、など、リスナーが今の日本について思っていることを紹介する。 |
| 笑点のこと                                                                 | 有吉が子どもの頃から見ている笑点。笑点っぽいことを募集。うんこクソ丸となって、笑点「大喜利」の出だしの入りやお題の出題・回答っぽいことをマネている。 |
| 池田の発言                                                                 | 新コーナーだった「リケダンの発想」に有吉があまり乗り気になれなかったため、代替案として誕生。池田の発してそうな言葉を送るコーナー。 |
| まいにち雄三                                                               | まいにち修造の日めくりカレンダーのように、毎日加山雄三だったら、どういう言葉があるのか？を募集。2015年7月5日の放送を最後に終了した。 |
| 替え歌のコーナー                                                           | 毎週お題となる曲の一部を有吉が指定し、その部分に沿った替え歌を募集。 公式サイトでお題の元の歌詞を載せていたことが問題視され終了となった。 |
| 話したくない                                                               | 有名人に『話したくはない』といわせるツッコんだ質問を募集するコーナー。 |
| おいでよおいで おいで村                                                    | おいで村の住人が有吉にメッセージを送るコーナー。牧歌的な内容から徐々にエスカレートし、後期には様々な能力者によるバイオレンスな世界観が形成されたが、2016年7月17日の放送にて村全体がダムに沈み終了。 |
| ヒップホップのコーナー                                                     | 開始当初は有吉がリスナーのラップを読むコーナーだったが、2016年4月度より、リスナーからの有吉disラップに対して有吉がフリースタイルを披露する形に変更。月毎にラップバトルをまとめたジングルが制作され、次月のコーナー開始時に流された。2016年12月11日の放送で行われた年間大賞の決定戦をもってコーナー終了。 |
| アイツこんなこと言ってました リターンズ                                    | 「アイツこんなこと言ってました」同様、テレビ、ラジオ、雑誌、ブログ、Twitterなどにおける有名人のおかしな言動を有吉に報告するコーナー。2017年1月8日の放送にて読まれたメールの形式を「街の賢者」に引き継ぐ形で終了。 |
| 有吉の それわかるー！                                                      | 女性にどんなイジメられ方をされたいのかのシチュエーションを有吉が共感するか否かを判定するコーナー。2017年1月8日の放送をもって終了。 |
| サム・スミス                                                               | グラミー賞4冠に輝いたサム・スミスが授賞式で粋なスピーチをしたことから、女性にモテそうなスピーチを募集するコーナー。本題の趣旨から外れた投稿が急増したため、2017年1月8日の放送をもって終了。 |
| だよなー                                                                   | 「だよなー！！」って言っていればいいだけのコーナー。2017年1月8日の放送をもって終了。 |
| クソ上彰                                                                   | 有吉扮するクソ上さんが「良い質問ですね」と唸るような質問を募集するコーナー。2017年2月19日の放送にて、クソ上さんが銃で撃たれて死亡したため終了。 |
| にわかは語る                                                               | アニメやスポーツ等のマニアックなお題について、リスナーがにわか知識で好き勝手に語るコーナー、初期は毎週お題を決めていたが後期ではお題を設けない事が多くなった。2017年9月12日の放送を以て終了。 |
| アベンジャーズ                                                             | 映画「アベンジャーズ」のトレーラーの様に、世界を救う為に集結した5人のアベンジャーズを紹介するコーナー。 |
| ゾンビはつらいよ                                                           | リスナーがゾンビに扮してゾンビについての苦労や悩みなどを人間（有吉など）に教えるコーナー。 |
| ランキング                                                                 | リスナーの考える様々なランキングのベスト3を発表するコーナー。 |
| 祝辞・弔辞                                                                 | 世間をあまり知らない有吉がリスナーが使える弔辞や祝辞のスピーチを紹介するコーナー。かつて存在したコーナーである「サムスミス」に近い。 |
| なにわのジョブズ                                                           | リスナーから関西在住の『ジョブズ』からのメールを送ってもらうコーナー。設定上、内容は全面関西弁で占められている。 |
| 謝罪文                                                                     | リスナーからの謝罪文を送ってもらうコーナー。 |
| ポエム対決                                                                 | 有吉とリスナーが毎回テーマに沿ったポエムを披露する対決するコーナー。最後に勝敗を決める。番組初期に「ポエムの時間」としてやっていた自然消滅し、2018年の3月下旬に復活した。当面は隔週で行っていたが2018年6月10日放送をもって終了。 |
| 架空マンガ道場                                                             | 架空の漫画を紹介するコーナー。タイトルは「お笑いマンガ道場（中京テレビ制作）」をもじったもの。2019年1月13日の放送をもって終了。 |
| 日本                                                                       | 47都道府県の風習や情報を教えるコーナーでマジでもボケでもOK。毎週、テーマとなる都道府県を変える。BGMはテーマの都道府県にちなんだ音楽が流れている。コーナー名の表記は漢字で読みは「にほん」ではなく「にっぽん」である。有吉曰く、最低でも47回はすると明言していたが2019年8月18日放送の島根県で終了した。 |
| 2種類大喜利                                                                | 最初に思い付いた回答と熟考した回答を紹介する大喜利コーナー。「曲紹介」と入れ替わる形で2020年8月9日放送をもって終了。 |
| 替えます替えます                                                           | 著名のネタ、決め台詞、小説などをリスナーにアレンジし、送ってもらうコーナー。所謂「何でもアリ」な内容の為、当初は有吉から早期の終了が告げられていたが、同時期に開始した「なにわのジョブズ」「謝罪文」よりも長く続いていたがコーナー整理が理由で2020年8月16日放送をもって終了した。 |
| 有吉の助け合い                                                             | 身の回りで起きる様々なトラブルについて、助け合いの方法を探り、スキルを学ぶコーナー。クイズ形式で、たまにアシスタントが正解を出す場合がある。初回放送で有吉が正解音について「ダサい」、「正解音の中で一番安い」と指摘した。2021年1月31日放送をもって終了した。 |
| 曲紹介                                                                     | リスナーから様々なエピソードを披露した後に、曲を紹介するコーナー。安田が提案したコーナーであるがその時は「さわやか曲紹介」というコーナー名だった。曲を用意するディレクターの辻がブチ切れたのが理由で2021年2月7日放送をもって終了した。 |
| よかったぞ！                                                               | リスナーがもしとある職業などについていたら、どうなっていたのかを教えるコーナー。2019年9月1日放送で有吉が自分がモデルやシンガーソングライターだったら、むちゃくちゃなことをしていたと発言したことから生まれたコーナーである。2022年2月6日放送をもって終了。 |
| 今週の桑田                                                                 | 2021年2月開始。読売ジャイアンツに桑田真澄がコーチとして復帰したことから、桑田真澄の日々を想像して投稿するコーナー。原辰徳、元木大介、菅野智之、中田翔ら実際に読売ジャイアンツに所属する選手・コーチ陣がネタ中に登場する事もある。隔週で行っているコーナー。やらない週では珍謀論を行っている。登場人物に限界が見えてきたという理由で2022年2月6日放送をもって終了。 |
| トーキングブルース                                                         | 2022年2月開始。古舘伊知郎のトーキングブルースにちなみ、様々な出来事をトーキングブルース風に実況するコーナー。2022年4月24日の放送で、ちむどぅんどぅんのコーナーと入れ替わる形で終わらせるような発言があり、実際に終了となった。 |
| ちむどぅんどぅん                                                           | 2022年5月開始。ゲスナーの黒島結菜が主演を務めたNHK連続テレビ小説『ちむどんどん』を応援するコーナー。リスナーから「ちむどぅんどぅん」な事柄、その単語の使用例を送ってもらう。ドラマ終了に伴いコーナーも2022年10月2日で終了した。 |
| アガるー!→キュンキュン→メキシカン                                          | 世の中の様々な行為の中でアガる瞬間を募集するコーナー。前にあった「有吉のそれわかるー!」に近いが、有吉が「アガるー!」か「わかるー!」かは最後に判断する。 回を追うごとに過激なネタが増えてきたため、「アガらない」「初心に帰る」という理由で2020年3月15日放送分より「キュンキュン」にリニューアルした。 さらに2022年2月20日放送分より、ネタが「キュンキュンという恋愛メールから逸脱している」という理由で、クールでスパイシーなメキシカン風の恋模様を送ってもらう「メキシカン」に再リニューアルした。2022年12月18日をもって終了した。                                |
| 何坂の何番ですか？                                                         | 2022年10月開始。2022年10月2日放送内で有吉が坂道グループのメンバーと番組で共演するが、誰がどのグループに所属しているか分からないとトークした事によって誕生したコーナー。ゲスナーが知っている坂道グループや所属メンバー等の情報を募集するコーナー。2023年3月19日放送分にてコーナー終了が告げられた。 |
| ウォッチングマッチング                                                     | 2023年1月開始。リスナーからマッチングアプリに関する情報を報告してもらうコーナー。2023年10月1日放送分にてコーナー終了。 |
| 有吉ランド                                                                 | 2022年2月開始。テーマパーク・有吉ランドに行った感想、園内の出来事をオーナーである有吉に報告してもらうコーナー。2023年10月1日放送分にてコーナー終了。 |
| 恵と鶴太郎                                                                 | 2023年10月開始。リスナーが想像した恵俊彰と片岡鶴太郎の掛け合いを紹介するコーナー。2024年8月11日放送分にて終了。 |
| アシスタントのコーナー（有吉の一存で作られるアシスタントに関するコーナー） | |
| かねきよ寿司                                                               | 2013年4月14日の放送より、新宿カウボーイが出演する2013年4月限定で開始（実質的には3回）。新宿カウボーイ・かねきよの実家である北海道旭川市の「かねきよ寿司」を訪れたゲスナーがその体験談・感想を有吉に伝えるコーナー。 |
| 電車コーナー                                                               | ダーリンハニー吉川が電車に関するメールに答えるコーナー。2013年5月12日の放送から、同年同月26日の放送まで実施（全3回）。途中から電車と関係ないファッションや野球（吉川が横浜DeNAベイスターズのファン）に関するメールがあった。 |
| 芸人を切る                                                                 | マシンガンズ西堀が芸人を切るコーナー。2013年5月12日の放送から、同年同月26日の放送まで実施(全3回）。漫才とコントの違いは「コントは座る」。優勝できる漫才・できない漫才の違いは「しようとしている」と「したらいいな」と思っているの違い。と語っていた。 |
| 巨人こんなことしていました                                                 | 2013年の6月限定、ブラックパイナーSOS山野が巨人化した際に、どんなことをしていたか、教えてもらうコーナー。 |
| ノッチのクソジジイアスロン                                                 | 2013年の7月限定、デンジャラスノッチがトライアスロンに関するメールに答えるコーナー。メールの書き出しは「クソジジイ 〜」 |
| 焼肉トップリード                                                           | 2013年の9月限定、トップリードがお笑いをやめて、焼き肉屋を開いたという体で、その詳細を決めるコーナー。その都度、メールに沿ったミニコントが始まる。 |
| カルチャー芸人                                                             | 2013年の10月限定、いろいろなことを知っていたりやっていたりするダーリンハニーに質問や意見をぶつけるコーナー。 |
| ハーイ！僕、かぶとです！！                                                 | 2013年11月17日の放送から、同年12月1日の放送まで実施(全3回）。デンジャラス安田の息子「かぶと」くんが、お父さん（安田）にむけて言いそうな言葉を伝えるコーナー。 |
| コソトーーク！（子育てトーク ）                                            | アシスタントが平子・新妻ペアの時のみに行われるコーナー。妻子持ちの平子と新妻に子育てに関する質問をリスナーから募集する。コーナーの最初に有吉がコーナータイトルを「コソトーーク！」と呼ぶが、そこを平子が「子育てトーク」と言い直すことがお決まりとなっている。新妻が不祥事を起こして芸能界を引退したため、事実上コーナーは終了している。 |

## ゲスト一覧放送回
| 放送日  | 放送日   | ゲスト                                                               | 備考 |
| 2010年  | 2010年   | 2010年                                                               | 2010年 |
| ------- | -------- | -------------------------------------------------------------------- | --- |
| 第11回  | 6月13日  | つるの剛士                                                           | |
| 第19回  | 8月8日   | ふかわりょう                                                         | |
| 第30回  | 10月24日 | つるの剛士                                                           | |
| 第36回  | 12月5日  | トップリード                                                         | |
| 2011年  |          |                                                                      | |
| 第40回  | 1月2日   | 上島竜兵（ダチョウ倶楽部）                                           | |
| 第41回  | 1月9日   | トップリード マシンガンズ                                            | |
| 第68回  | 7月24日  | ふかわりょう                                                         | |
| 第90回  | 12月25日 | ブラックパイナーSOS 麦芽 西堀亮（マシンガンズ）                      | アシスタントとしてではなく、「第1回アシスタント選抜総選挙」 の結果発表のためゲスト出演。 マシンガンズ滝沢は出禁を受けていたためスタジオ外で見学。                                                  |
| 2012年  |          |                                                                      | |
| 第91回  | 1月1日   | 上島竜兵（ダチョウ倶楽部）                                           | |
| 第92回  | 1月8日   | ビビる大木                                                           | |
| 第104回 | 4月1日   | 児嶋一哉（アンジャッシュ）                                           | |
| 第120回 | 7月22日  | ふかわりょう                                                         | |
| 第137回 | 11月18日 | つるの剛士                                                           | |
| 第142回 | 12月23日 | マシンガンズ トップリード 麦芽                                       | 「第2回アシスタント選抜総選挙」 のゲスト。 マシンガンズは 「ゴミクズ」、トップリードは 「ドスベリーズ」、麦芽は 「くりちゃんず」 と紹介された。                                                    |
| 第143回 | 12月30日 | 我が家                                                               | |
| 2013年  |          |                                                                      | |
| 第144回 | 1月6日   | 上島竜兵（ダチョウ倶楽部）                                           | |
| 第191回 | 12月29日 | アンガールズ                                                         | |
| 2014年  |          |                                                                      | |
| 第192回 | 1月5日   | 上島竜兵（ダチョウ倶楽部）                                           | |
| 第217回 | 6月1日   | ダーリンハニー 新宿カウボーイ 西堀亮（マシンガンズ）                 | 「有吉弘行バースデーSP!!」のゲスト。 |
| 第244回 | 12月7日  | 井出文恵（エフエム栃木アナウンサー）                                 | |
| 2015年  |          |                                                                      | |
| 第248回 | 1月4日   | 上島竜兵（ダチョウ倶楽部）                                           | |
| 第279回 | 8月9日   | ふかわりょう                                                         | |
| 2016年  |          |                                                                      | |
| 第300回 | 1月3日   | 上島竜兵（ダチョウ倶楽部）                                           | |
| 第304回 | 1月31日  | 若槻千夏                                                             | |
| 第321回 | 5月29日  | 松村邦洋                                                             | |
| 第332回 | 8月14日  | ふかわりょう                                                         | |
| 2017年  |          |                                                                      | |
| 第352回 | 1月1日   | 上島竜兵（ダチョウ倶楽部）                                           | |
| 第354回 | 1月15日  | 畠山健介                                                             | 番組内では『クソヒゲゴリラ』の愛称で度々話題に出されていたが、ゲストとして迎えるのは今回が初となった。                                                                                             |
| 第359回 | 2月19日  | チャラン・ポ・ランタン                                               | |
| 2018年  |          |                                                                      | |
| 第405回 | 1月7日   | 上島竜兵（ダチョウ倶楽部）                                           | |
| 第408回 | 1月28日  | 畠山健介 手島優                                                      | |
| 第428回 | 6月17日  | 島田秀平                                                             | |
| 2019年  |          |                                                                      | |
| 第457回 | 1月6日   | 上島竜兵（ダチョウ倶楽部）                                           | |
| 第462回 | 2月10日  | 畠山健介 手島優                                                      | |
| 第464回 | 2月24日  | 三又又三                                                             | |
| 第473回 | 4月28日  | ふかわりょう                                                         | |
| 第480回 | 6月16日  | 狩野英孝                                                             | |
| 第486回 | 7月28日  | 松村邦洋                                                             | |
| 第499回 | 11月03日 | 畠山健介                                                             | |
| 第505回 | 12月15日 | 児嶋一哉（アンジャッシュ）                                           | |
| 第507回 | 12月29日 | 北原里英（元AKB48）                                                  | |
| 2020年  |          |                                                                      | |
| 第508回 | 1月5日   | 上島竜兵（ダチョウ倶楽部）                                           | |
| 第515回 | 2月23日  | カズレーザー（メイプル超合金）                                       | |
| 第522回 | 4月12日  | 宮下兼史鷹（宮下草薙）                                               | 電話出演 |
| 第523回 | 4月19日  | 松村邦洋                                                             | 電話出演 |
| 第524回 | 5月3日   | みちょぱ（池田美優）                                                 | 電話出演 |
| 第525回 | 5月10日  | 手島優                                                               | 電話出演 |
| 第526回 | 5月17日  | 藤田ニコル                                                           | 電話出演 |
| 第527回 | 5月24日  | 島田秀平                                                             | 電話出演 |
| 第534回 | 7月12日  | 島田秀平                                                             | |
| 第537回 | 8月2日   | もう中学生                                                           | 有吉から『もうTHE中学生』という愛称で呼ばれた。 途中、もう中学生が用意したテープレターから高木晋哉（ジョイマン）によるコメントが流された。                                                         |
| 第552回 | 11月15日 | ふかわりょう                                                         | |
| 第553回 | 11月22日 | 寺門ジモン（ダチョウ倶楽部）                                         | 録音放送（収録日は11月15日放送前） |
| 2021年  |          |                                                                      | |
| 第559回 | 1月3日   | 上島竜兵（ダチョウ倶楽部）                                           | 録音放送（収録日は12月27日放送前） |
| 第589回 | 8月1日   | もう中学生                                                           | 有吉から『もう烈中学生こと烈海王』という愛称で呼ばれた。 途中、もう中学生が用意したテープレターから内間政成（スリムクラブ）によるコメントが流された                                                |
| 第590回 | 8月8日   | 牧野太祐（ぐりんぴーす） 山本浩司（タイムマシーン3号）               | 電話出演 |
| 2022年  |          |                                                                      | |
| 第610回 | 1月2日   | 上島竜兵（ダチョウ倶楽部） 福島敏貴（ストレッチーズ）                | 録音放送（収録日は12月26日放送前） 途中で上島のラストサンこと福島敏貴（ストレッチーズ）が急遽出演した。                                                                                            |
| 第641回 | 7月31日  | 松村邦洋                                                             | |
| 第656回 | 11月20日 | ふかわりょう                                                         | |
| 2023年  |          |                                                                      | |
| 第670回 | 2月12日  | もう中学生                                                           | 当初はガリガリガリクソンもゲストに呼ぼうと思っていたが、番組Pの辻が出演NGを出しているため取りやめとなった。                                                                                        |
| 第682回 | 5月21日  | 滝沢秀一（マシンガンズ）                                             | 前日に放送された賞レース『THE SECOND 〜漫才トーナメント〜』にてマシンガンズが準優勝した事と、 この月では西堀がアシスタントとして出演していた事から急遽、滝沢が召集されコンビとしての出演となった。 |
| 第692回 | 7月30日  | インポッシブル                                                       | |
| 第699回 | 9月24日  | 畠山健介                                                             | |
| 第710回 | 12月10日 | フワちゃん                                                           | |
| 2024年  |          |                                                                      | |
| 第714回 | 1月7日   | 山本浩司（タイムマシーン3号） 酒井健太（アルコ&ピース） ぐりんぴーす | この回は有吉が休み、安田和博（デンジャラス）がメインパーソナリティーを務めており、山本、酒井、ぐりんぴーすはゲストとして出演。 山本と酒井の二人が出演した『第74回NHK紅白歌合戦』の裏話を披露した。 |
| 第723回 | 3月10日  | 植草美幸                                                             | 婚活アドバイザーであり、結婚相談所「マリーミー」代表。 有吉が『ザ・ノンフィクション』で植草の回を見た事からゲストとして呼びたいと言った事で、20時台にゲスト出演した。                              |
| 第724回 | 3月17日  | ふかわりょう                                                         | 有吉曰く「毎回、トークする内容が同じなので2時間居ても意味が無い」という理由から、20時台のみの出演となった。                                                                                        |
| 第734回 | 5月26日  | もう中学生                                                           | |
| 第743回 | 7月28日  | もう中学生                                                           | |
| 第795回 | 8月10日  | ふかわりょう                                                         | 有吉からは出禁を宣告されていたが、この日は安田がパーソナリティーを担当する「安田のほうれん荘」で有吉が不在だったため、出演することになった。                                                       |

## ノベルティグッズ
2011年7月から、投稿されたメールの中から有吉が面白いと思ったものや強い感銘を受けたもの、有吉を上機嫌にさせたものなどには「パン」と呼ぶポイントを進呈する制度が導入された。「パン」進呈の多さはその日の有吉の機嫌によるため、多く与えられる日もあれば全く出ない日もある。稀に一通の投稿に2個ないし3個のパンが与えられることもある。パンを進呈する際には有吉が「あげましょう」という旨の発言をして『パンッ』と効果音が鳴らされる。ポイントに応じて、様々なノベルティグッズを貰うことができる。（ただし、ゲスナーのメールが有吉の機嫌を著しく損ねた場合はイエローカードが提示され、イエローカードが2枚溜まるとレッドカードとなり、それまでの獲得したパンは全て没収となる。）
グッズは以下の通り。
- クマタングッズ（2011年7月〜2015年）

若槻千夏のブランドであるW♥Cのグッズ。パンが10個溜まるとプレゼントされる。「パン」導入直後から4年ほど続いたプレゼントで、現在は終了している。
- ステッカー（2013年2月〜）

番組特製のステッカー。パンを進呈された人は無条件で貰うことができる。ステッカーは数種類存在するが、有吉が特に気に入った投稿には「エンジェル有ちゃん」という特別なステッカーが送られる。エンジェル有ちゃん進呈時には、特有の効果音が入る。2021年6月13日の放送内でエンジェルのステッカーデザインが変更になる事が発表された。
- サイン色紙（2015年6月〜）

有吉直筆のサイン色紙。前述の「エンジェル」のステッカーを5枚貯めた人にプレゼントされる。
- マグカップ（2016年2月〜）

W♥Cのブランドキャラクター「クマタン」と有吉をコラボさせたデザインのマグカップ。有吉がその日、最も印象に残ったメールの投稿者にプレゼントされる。

## 使用楽曲
- オープニング 「1000 Cigarettes」 - MSTRKRFT
- フリートーク1 「We Are Your Friends」 - Justice vs. Simian
- フリートーク2 「Zdarlight」 - DIGITALISIM
- フリートーク3 「Jupiter Room」 - DIGITALISIM
- フリートーク4 「sundown river (I am Robot and Proud Remix)」 - DE DE MOUSE
- フリートーク5 「Electric Disco」 - Plump DJs
- 21時台オープニング 「Red Alert」 - Basement Jaxx
- ジングル1 「It Ain't Love (feat. Lil' Mo)」 - MSTRKRFT
- ジングル2 「Magnets」 - DIGITALISIM
- ジングル3 「Last Chance」 - JET
- CMフィラー 「Millenium Skyway」 - Kiss The Sky presented by Paul Hardcastle
- エンディング 「Kerouac」 - SUGIURUMN

## スタッフ
- 構成：高井均、福田卓也
- プロデューサー ：マスダ
- ディレクター：辻慎也
- ミキサー：スズキ
- アシスタントディレクター：山川麻純（有吉からたまに「ズンズラー」と呼ばれている。）

過去
- アシスタントプロデューサー：川久保

## ネット局
- 以下の情報は2025年6月現在。全て日曜の放送で、放送時間の早い順から記載。
- ネット局はすべて「radiko」「radikoプレミアム」で聴取可能[注 10]。かつてはドコデモFM・WIZ RADIOでも全国からの聴取が可能であった。
- フルネットで放送する局が多いが、中には20時台のみのネット局もある。なお、20:55の手前に、飛び降り局へ配慮して「一部の地域はお別れです」と言って有吉・アシスタントが名前を言った後「聞ける地域の方は引き続き」と挨拶して締めている。21:00からの飛び乗り局はないが、21時台冒頭にも改めて挨拶を挿入している。
- 番組自体の放送が日曜にあたることから、局主催のイベントやスポーツ中継（野球・サッカー・マラソンなど）、特別番組放送につき、当番組の前半または後半を、ないしは全編を休止することがある。
- JFN系列39局のうち、エフエム東京（TOKYO FM）、エフエム北海道（AIR-G'）、エフエム仙台（Date FM）、静岡エフエム放送（K-MIX）、エフエム愛知（FM AICHI）、兵庫エフエム放送（Kiss FM KOBE）、エフエム愛媛（JOEU-FM）、エフエム福岡（FM FUKUOKA）、InterFM897[注 11]は開局当初から、エフエム大阪（FM大阪）、広島エフエム放送（HFM）、エフエム佐賀（FMS）、エフエム熊本（FMK）は後述の通りネット打ち切り日の翌週以降いずれも一切放送していないが、TOKYO FMについては番組中の発言がネットニュースとなる際は、同局のネット番組でないにも関わらず、その局が運営するニュースサイト「TOKYO FM+」に記事が投稿される。また、同局制作で21時 - 21時55分[16][注 12]にJFN系列38局にて放送されている『SPITZ 草野マサムネのロック大陸漫遊記』に関して、本番組を放送する関係でほとんどのネット局が時差ネットで放送している[注 13]。

### 現在
| 放送対象地域   | 放送局名                                    | 放送時間      | 中断                                       | 備考      |
| -------------- | ------------------------------------------- | ------------- | ------------------------------------------ | --------- |
| 青森県         | エフエム青森（AFB）                         | 20:00 - 21:55 | 20:55：JFNニュース                         | [ 注 14 ] |
| 岩手県         | エフエム岩手（FM IWATE）                    | 20:00 - 21:55 | 20:55：JFNニュース                         | [ 注 15 ] |
| 秋田県         | エフエム秋田（AFM）                         | 20:00 - 21:55 | 20:55：AFMさきがけニュース(JFNニュース)    | [ 注 16 ] |
| 山形県         | エフエム山形（Rhythm Station）              | 20:00 - 21:55 | 20:55：FM山形ニュース(JFNニュース)         | [ 注 17 ] |
| 福島県         | エフエム福島（ふくしまFM）                  | 20:00 - 21:55 | 20:55：JFNニュース                         | [ 注 18 ] |
| 群馬県         | エフエム群馬（FM GUNMA）                    | 20:00 - 21:55 | 20:55：NEWS(JFNニュース)                   | [ 注 19 ] |
| 栃木県         | エフエム栃木（RADIO BERRY）                 | 20:00 - 21:55 | 20:55：NEWS(JFNニュース)                   | [ 注 20 ] |
| 新潟県         | エフエムラジオ新潟（FM-NIIGATA）            | 20:00 - 21:55 | 20:55：Power Play                          | [ 注 21 ] |
| 長野県         | 長野エフエム放送（FM長野）                  | 20:00 - 21:55 | 20:55：POWER PLAY                          |           |
| 富山県         | 富山エフエム放送（FMとやま）                | 20:00 - 21:55 | 20:55：JFNニュース                         | [ 注 22 ] |
| 石川県         | エフエム石川（HELLO FIVE）                  | 20:00 - 21:55 | 20:55：JFNニュース                         | [ 注 23 ] |
| 福井県         | 福井エフエム放送（FM FUKUI）                | 20:00 - 21:55 | 20:55：JFNニュース                         |           |
| 岐阜県         | エフエム岐阜（FM GIFU）                     | 20:00 - 21:55 | 20:55：JFNニュース                         | [ 注 24 ] |
| 三重県         | 三重エフエム放送（レディオキューブ FM三重） | 20:00 - 21:55 | 20:55：JFNニュース                         | [ 注 25 ] |
| 滋賀県         | エフエム滋賀（e-radio）                     | 20:00 - 21:55 | 20:55：JFNニュース                         | [ 注 26 ] |
| 岡山県         | 岡山エフエム放送（FM OKAYAMA）              | 20:00 - 21:55 | 20:55：JFNニュース                         | [ 注 27 ] |
| 島根県・鳥取県 | エフエム山陰（V-air）                       | 20:00 - 21:55 | 20:55：JFNニュース                         |           |
| 山口県         | エフエム山口（FMY）                         | 20:00 - 21:55 | 20:55：JFNニュース                         | [ 注 28 ] |
| 徳島県         | エフエム徳島（FM TOKUSHIMA）                | 20:00 - 21:55 | 20:55：JFNニュース                         | [ 注 29 ] |
| 香川県         | エフエム香川（FM香川）                      | 20:00 - 21:55 | 20:55：FM香川ニュース(JFNニュース)         | [ 注 30 ] |
| 高知県         | エフエム高知（Hi-Six）                      | 20:00 - 21:55 | 20:55：JFNニュース                         | [ 注 31 ] |
| 宮崎県         | エフエム宮崎（JOY FM）                      | 20:00 - 21:55 | 20:55：JFNニュース                         |           |
| 鹿児島県       | エフエム鹿児島（μFM）                       | 20:00 - 21:55 | 20:55：エフエム鹿児島ニュース(JFNニュース) | [ 注 32 ] |
| 長崎県         | エフエム長崎（FM Nagasaki）                 | 20:00 - 20:55 | -                                          | [ 注 33 ] |
| 大分県         | エフエム大分（Air-Radio FM88）              | 20:00 - 20:55 | -                                          | [ 注 34 ] |
| 沖縄県         | エフエム沖縄（FM沖縄）                      | 20:00 - 20:55 | -                                          | [ 注 35 ] |

### 過去
| 放送対象地域 | 放送局名                | 放送終了日    |
| ------------ | ----------------------- | ------------- |
| 熊本県       | エフエム熊本（FMK）     | 単発放送      |
| 大阪府       | エフエム大阪（FM大阪）  | 2012年9月30日 |
| 広島県       | 広島エフエム放送（HFM） | 2015年3月29日 |
| 佐賀県       | エフエム佐賀（FMS）     | 2025年5月25日 |